# سایبریا ۲
سایبریا ۲ (انگلیسی: Syberia II) یک بازی ویدئویی در سبک ماجراجویی گرافیکی است که توسط ام‌سی۲-مایکرویدس و در سال ۲۰۰۴ ساخته و منتشر شد. سایبریا ۲ در پلت‌فرم‌های مایکروسافت ویندوز، اکس‌باکس، و پلی‌استیشن ۲ منتشر شده‌است. دنباله‌ای برای این بازی تحت عنوان سایبریا ۳ در آوریل ۲۰۱۷ عرضه شد.